# QwaQwa
QwaQwa – bantustan utworzony w 1969 dla ludów Sotho. Był najmniejszym bantustanem (655 km²). Stolicą było Phuthaditjhaba, kraj zamieszkiwało 180 tys. ludzi.

## Przywódcy QwaQwa
- Wessel Motha (1969–1975)
- Tsiame Kenneth Mopeli (1975–1994)